# 多機能先進データ・リンク
多機能先進データ・リンク（英語: Multifunction Advanced Data Link, MADL）は、ノースロップ・グラマンが開発したデータ・リンクであり、F-35戦闘機に導入された。

## 通信規格
周波数はKuバンドである。従来のリンク 16の使用周波数よりも高周波であり、一般論として、伝送能力が向上する一方で遠達性では劣る特性がある。
リンク 16と同様に周波数ホッピング技術を導入しているほか、MADLでは傍受可能性低減（LPI）および探知可能性低減（LPD）については特に配慮されており、ステルス機がステルス性を維持したままで情報共有に参加することが可能になる。アンテナはEMSテクノロジーズ社製で、指向性が強いナロービームを形成することで傍受の恐れを低減している。複数ユニットでの接続はデイジーチェーン方式で行われ、最初の航空機が2番目の航空機にビームを送り、さらに3番目の航空機へと送るという手順が繰り返される。

## 運用史
F-35への導入は2008年11月に決定された。この際には、ロックウェル・コリンズ社のTTNT（Tactical Targeting Network Technology、戦術ターゲティングネットワーク）が対抗馬となったが、TTNTは通信容量が大きい一方でLPI・LPD特性の面で弱点があることが問題視されて、MADLが採用されたものであった。またF-22A戦闘機やB-2A爆撃機への搭載も検討され、F-22については、試験機にMADLを装備しての試験が行われた。ただしIFDLアンテナからMADLアンテナへの換装によるステルス性への悪影響が懸念されたため、量産機における換装は断念された。その後、統合全領域指揮統制（JADC2）コンセプトに基づくABMS（先進戦闘管理システム）の構築の一貫として、MADLとIFDL、更にリンク 16や、海軍のTTNTとのゲートウェイとなるハイドラOSGが開発され、戦域通信中継機（有人のE-11Aや無人のEQ-4B）、更にU-2偵察機やXQ-58A無人戦闘航空機、RQ-180無人偵察機などに装備・運用される計画となっている。
2016年には、海軍・海兵隊のNIFC-CAコンセプトの実証実験として、F-35からMADLによって送信された情報をイージス艦の実験施設で受信し、SM-6艦対空ミサイルでターゲット・ドローンと交戦する試験が行われた。この試験は成功したものの、あくまでデモンストレーションであり、運用能力として解釈されるべきではないと注記されている。